# Pezzata tedesca (razza bovina)
La Pezzata tedesca è una razza bovina da latte originaria delle regioni costiere del Mare del Nord (Germania settentrionale e Paesi Bassi).

## Storia
Fino al XVIII secolo in queste regioni venivano allevati bovini di diversi colori. Dopo il 1750, il tipo di pezzato nero (in realtà ci sono anche esemplari pezzati rossi o monocromi rossi) divenne dominante.
Nel 1878, nella Frisia orientale (Germania), fu fondato il primo allevamento. La Frisia e Prussia orientale (territorio attualmente diviso tra Russia, Lituania e Polonia) furono le regioni di allevamento più importanti della razza che successivamente si estese in tutta la Germania settentrionale e centrale. Dal 1958, nella Germania occidentale, la Pezzata è stata incrociata con la Frisona. Dagli anni '60 i discendenti di questi animali incrociati sono indicati come razza "Pezzata tedesca".
Nella Germania orientale invece la razza pezzata è stata incrociata con la Jersey oltre che con la Frisona, creando una nuova razza, la "Pezzata tedesca da latte" (Black Pied Dairy).
La razza primitiva è stata conservata nella Germania orientale come riserva genetica, come fatto da alcuni singoli allevatori della Germania occidentale e dei Paesi Bassi.

## Morfologia
La Pezzata tedesca è più piccola della Frisona e produce un volume di latte inferiore ma è una razza più fertile e longeva. È stato effettuato un confronto tra i tassi di crescita muscolare e l'utilizzo di energia dei tori Fleckvieh rispetto ai tori Pezzati tedeschi: ne è risultato che i Fleckvieh hanno tassi di crescita più rapidi, carcasse con percentuale minore di grasso (spec. addominale) e che, a parità di dieta, potevano essere macellati in data precedente.